# Josef Kates
Josef Kates, né Josef Katz le 5 mai 1921 à Vienne (Autriche) et mort le 16 juin 2018 à Toronto (Canada), est un ingénieur canadien, connu pour ses recherches sur les premiers jeux informatiques avec Bertie the Brain et pour avoir inventé le premier système de contrôle du trafic signalétique automatique.

## Biographie
Josef Kates nait en 1921 à Vienne en Autriche, dans une famille juive. En 1938, à l'âge de 17 ans, il échappe aux troupes nazis avec un ami de lycée. Ils vont alors se cacher à l'intérieur d'une gondole à Venise avant de traverser l'Europe. Arrivé en Angleterre à Yorkshire, Kates rejoint l'armée britannique et travaille en tant qu'apprenti opticien. Alors que la Seconde Guerre mondiale éclate, il est placé dans un camp de confinement et envoyé au Canada.
Le groupe reste alors quelques jours avant d'être emmené dans la forêt du Nouveau-Brunswick afin d'en établir un camp définitif. Les détenus sont autorisés à reprendre leurs études pour leurs examens. C'est ainsi que Kates se forme à la physique et aux mathématiques. Pendant la guerre, Kates pense « qu'une fois sorti de ce camp, j'aurais bien voulu être médecin ». Cependant, n'ayant pas la possibilité de retourner en Angleterre retrouver sa famille, Kates se voit offrir un poste au Imperial Optical de Toronto, grâce à ses précédentes expériences en optique à Yorkshire. Il travaille alors sur les lentilles de précision, notamment utilisé sur les armes de guerre.
Par la suite, Kates travaille chez Rogers Majestic durant la guerre, où il crée et fabrique des tubes de radar, puis retourne à ses études à l'Université de Toronto alors que l'entreprise est rachetée par Royal Philips Electronics. Avec l'équipe d'ingénieurs du centre informatique naissant, il développe le premier ordinateur fonctionnel de l'histoire appelé UTEC, mais développe également de son côté un tube électronique miniature évolué appelé tube Additron. En 1950, il reprend le travail chez Rogers Majestic en parallèle de ses études, et développe alors Bertie the Brain, un jeu sur ordinateur de tic-tac-toe, à l'occasion de l'Exposition nationale canadienne de cette année-là, afin de vanter les mérite du nouveau tube qu'il a créé.